# Ганземан, Давид Пауль фон
Давид Пауль фон Ганземан (нем. David Paul von Hansemann; 5 сентября 1858, Эйпен, Пруссия (ныне Бельгия) — 28 августа 1920, Берлин) — немецкий учёный-патолог, педагог, профессор Берлинского университета. Один из основоположников кондиционализма.

## Биография
Изучал медицину в университетах Берлина, Киля и Лейпцига (1882—1886), после окончания учёбы 10 лет занимал должность помощника Рудольфа Вирхова (1821—1902) в Институте патологии в Берлине.
С 1890 года — профессор патологической анатомии.
С 1895 года — прозектор в клиниках Берлина, с 1897 года — профессор Берлинского университета.
В 1907 году назначен прозектором Фридрихсхайнской городской больницы. Во время Первой мировой войны служил военным патологом.

## Научная деятельность
Специалист в области патологической анатомии и сравнительной патологии.
В работах по проблемам рака указал на важную роль конституциональных факторов и т. н. акцидентной (побочной) предрасположенности в происхождении злокачественных опухолей.
Ввёл понятие анаплазия (1893). Впервые детально изучил патологический митоз опухолевых клеток. Описал метаплазию, патологические изменения хромосом. Собрал богатейшую коллекцию патолого-анатомических препаратов.
Исследовал головной мозг Г. Гельмгольца, А. фон Менцеля, Т. Моммзена.
Автор трудов: «Суеверия в медицине…» (1905), «Потомство и патология» (1909), «Атлас злокачественных опухолей» (1910) и др.